# Jan Otten
Jan Otten (Amsterdam, 2 mei 1942 – aldaar, 23 mei 2024) was een bekende ondernemer op de Amsterdamse Wallen. 
Zijn bijnaam koning van de Wallen dankte Otten aan zijn ondernemingen in de rosse buurt van Amsterdam. Hij bezat Casa Rosso, de Bananenbar, de Peepshow en het Erotisch Museum.
Otten was aanvankelijk stoepier voor de Casa Rosso. Hij leidde later de nachtclub Pink Elephant op het Thorbeckeplein. Na het overlijden in 1986 van Maurits de Vries, eigenaar van Casa Rosso, kreeg hij de kans de onderneming aan de Oudezijds Achterburgwal te pachten. In 1996 nam hij het bedrijf over, waarmee hij ook eigenaar werd van de Bananenbar en het Erotisch Museum.